# Volker
Volker (auch Folker oder Volcker) ist ein männlicher deutscher Vorname und Familienname.

## Herkunft und Bedeutung des Namens
- Aus dem althochdeutschen folk, 'olc „(Kriegs)volk, die Kriegsschar, der Haufe“ und heri „das Heer, der Krieger, Kämpfer“: Volkskämpfer
- Erstes bekanntes Vorkommen: Folcheri (um 816), Volker (um 1331/98)

## Namenstag
- 7. März, Volker von Segeberg († 1132 oder 1138), katholischer Heiliger

## Namensträger

### Folker
- Folker Bohnet (1937–2020), deutscher Schauspieler, Theaterregisseur und Bühnenautor
- Folker Reichert (* 1949), deutscher Historiker
- Folker Roland (* 1964), deutscher Betriebswirt und Hochschullehrer
- Folker Schramm (* 1947), deutscher Musikpsychologe und Musikpädagoge
- Folker Siegert (* 1947), deutscher evangelischer Neutestamentler und Judaist
- Folker Skulima (1940–2025), deutscher Galerist und Kunstsammler
- Folker Weißgerber (1941–2007), deutscher Manager
- Folker Wittmann (* 1936), deutscher Physiker und emeritierter Hochschullehrer

### Volker

#### A
- Volker Abramczik (* 1964), deutscher Fußballspieler
- Volker Anding (1942–2024), deutscher Diplomat
- Volker Arzt (* 1941), deutscher Diplomphysiker und Fernsehmoderator

#### B
- Volker Bartsch (* 1953), deutscher Bildhauer und Maler
- Volker Beck (* 1960), deutscher Politiker (B90/Grüne)
- Volker Beck (* 1960), deutscher Fußballspieler
- Volker Beck (* 1956), deutscher Leichtathlet
- Volker Bertelmann (* 1966), deutscher Komponist und Pianist
- Volker Bouffier (* 1951), deutscher Politiker, hessischer Ministerpräsident
- Volker Brandt (* 1935), deutscher Schauspieler und Synchronsprecher
- Volker Braun (* 1939), deutscher Schriftsteller
- Volker Bräutigam (1939–2022), deutscher Komponist und Kirchenmusiker
- Volker Bräutigam (* 1941), deutscher Sachbuchautor
- Volker Bruch (* 1980), deutscher Schauspieler

#### C
- Volker von Collande (1913–1990), deutscher Schauspieler

#### E
- Volker Eckstein  (1946–1993), deutscher Schauspieler
- Volker Maria Engel (* 1970), deutscher Regisseur und Theaterpädagoge

#### F
- Volker Finke (* 1948), deutscher Fußballtrainer
- Volker von Fulach († 1305), Abt im Kloster Wettingen

#### G
- Volker Gerhardt (* 1944), deutscher Philosoph
- Volker Gröbe (1947–2023), deutscher Pädagoge und Mundartautor

#### H
- Volker Hauff (* 1940), deutscher Politiker (SPD)
- Volker Heißmann (* 1969), deutscher Komödiant, Schauspieler, Sänger, Theaterdirektor und Sportfunktionär
- Volker von der Heydt (1944–2023), deutscher Journalist und Fernsehdirektor
- Volker Horn (1943–2009), österreichischer Opernsänger

#### J
- Volker Jung (1939–2018), deutscher Ingenieur
- Volker Jung (* 1942), deutscher Politiker (SPD)
- Volker Jung (* 1960), deutscher evangelischer Theologe
- Volker Jung (1968–2015), deutscher Politiker (CDU), MdL Nordrhein-Westfalen

#### K
- Volker Kauder (* 1949), deutscher Politiker (CDU)
- Volker Kempe (* 1939), deutsch-österreichischer Wissenschaftler und Unternehmer
- Volker Kitz (* 1975), deutscher Schriftsteller und Jurist
- Volker Klotz (1930–2023), deutscher Literaturwissenschaftler und Dramaturg
- Volker Klüpfel (* 1971), deutscher Krimiautor
- Volker Kriegel (1943–2003), deutscher Jazz-Gitarrist
- Volker Kronenberg (* 1971), deutscher Politikwissenschaftler und Hochschullehrer
- Volker Kugel (* 1959), deutscher Gärtner und Moderator
- Volker Kühn (1933–2015), deutscher Regisseur und Autor
- Volker Kutscher (* 1962), deutscher Schriftsteller

#### L
- Volker Lange (* 1946), deutscher Mediziner und Hochschullehrer
- Volker Lechtenbrink (1944–2021), deutscher Schauspieler
- Volker Lippmann (* 1952), deutscher Schauspieler
- Volker Löffler (* 1942), deutscher Leichtathlet
- Volker Looman (* 1955), deutscher Finanzanalyst und Journalist

#### M
- Volker Mai (* 1966), deutscher Leichtathlet, Dreispringer
- Volker Michalowski (* 1971), deutscher Schauspieler, Musiker und Komiker
- Volker Mohnen (1937–2022), deutscher Atmosphärenforscher
- Volker Mudrow (* 1969), deutscher Handballtrainer
- Volker Müller (* 1952), deutscher Journalist und Schriftsteller
- Volker Müller (* 1959), deutscher Mikrobiologe und Biochemiker
- Volker Müller-Benedict (* 1952), deutscher Sozialwissenschaftler und Hochschullehrer
- Volker-Martin Müller (* 1944), deutscher Augenarzt und Politiker

#### N
- Volker Neuhaus (1943–2025), deutscher Germanist und Hochschullehrer
- Volker Neumüller (* 1969), deutscher Musikmanager
- Volker Nürnberg (* 1968), deutscher Wirtschaftswissenschaftler, Hochschullehrer

#### P
- Volker Panzer (1947–2020), deutscher Journalist
- Volker Pfüller (1939–2020), deutscher Grafiker und Hochschullehrer
- Volker Piesczek (* 1969), österreichischer Fernsehmoderator
- Volker Elis Pilgrim (1942–2022), deutscher Schriftsteller
- Volker Pispers (* 1958), deutscher Kabarettist
- Volker Prechtel (1941–1997), deutscher Kino- und Fernsehschauspieler

#### Q
- Volker Quaschning (* 1969), deutscher Ingenieurwissenschaftler

#### R
- Volker Rittberger (1941–2011), deutscher Politikwissenschaftler, Hochschullehrer
- Volker Römheld (1941–2013), deutscher Agrarwissenschaftler, Hochschullehrer
- Volker Ronge (* 1943), deutscher Soziologie sowie Politik- und Rechtswissenschaftler
- Volker Rosin (* 1956), deutscher Liedermacher für Kindermusik
- Volker Rühe (* 1942), deutscher Politiker (CDU)

#### S
- Volker Schaible (* 1953), Restaurator und Kunsttechnologe
- Volker Schlöndorff (* 1939), deutscher Regisseur
- Volker Schmidt (* 1939), deutscher Physiker und Hochschullehrer
- Volker Schmidt (1942–2002), deutscher Archäologe und Museumsdirektor
- Volker Schmidt (* 1967), deutscher Turniertänzer, Teil des Tanzpaars Volker Schmidt und Ellen Jonas
- Volker Schmidt (* 1976), österreichischer Schauspieler, Regisseur und Drehbuchautor
- Volker Schmidt-Sondermann (* 1965), deutscher Filmproduzent, Regisseur und Drehbuchautor
- Volker Ignaz Schmidt (* 1971), deutscher Komponist
- Volker Schneider (* 1946), deutscher Chorleiter
- Volker Schneider (* 1952), deutscher Politikwissenschaftler
- Volker Schneider (* 1955), deutscher Politiker (Die Linke)
- Volker Schneller (* 1938), deutscher Handballspieler und -trainer
- Volker Spengler (1939–2020), deutscher Schauspieler
- Volker Stange (1937–2024), deutscher Kommunalpolitiker
- Volker Steinbacher (* 1957), deutscher Maler, Grafiker und Konzeptkünstler

#### T
- Volker Türk (* 1965), österreichischer Jurist, seit 2022 Hoher Kommissar der Vereinten Nationen für Menschenrechte

#### U
- Volker Ullrich (* 1943), deutscher Historiker

#### V
- Volker Volkens (* 1943), deutscher Kunstsammler

#### W
- Volker Weidermann (* 1969), deutscher Kulturjournalist und Schriftsteller
- Volker Weininger (* 1971), deutscher Kabarettist, Büttenredner und Autor
- Volker Weise (1943–2017), deutscher Journalist, von 1987 bis 2009 Chefredakteur der Bremer Tageszeitung Weser-Kurier
- Volker Weiß (* 1972), deutscher Historiker und Publizist
- Volker Wieker (* 1954), Generalinspekteur der Bundeswehr
- Volker Wissing (* 1970), deutscher Politiker (FDP)
- Volker Wittkamp (* 1983), deutscher Urologe und Sachbuchautor
- Volker Wolf (* 1957), deutscher Synchronsprecher

#### Z
- Volker Zerbe (* 1968), deutscher Handballspieler
- Volker Zotz (* 1956), österreichischer Philosoph

### Fiktive Personen
- Volker von Alzey, Sagengestalt aus dem Nibelungenlied, Spielmann am Hof der Burgunden

## Familienname

### Volker
- Armand Volker (* 1950), Schweizer Musiker, Texter und Produzent
- Günther Volker (1924–1999), deutscher Sportfunktionär
- Kurt Volker (* 1964), US-amerikanischer Diplomat und Politikwissenschaftler
- Otto Volker (1872–1938), österreichischer Politiker (CSP), Abgeordneter zum Nationalrat
- Reinhard Volker (1863–1922), Pseudonym des Landgerichtsrates und Schriftstellers Reinhard Spitzner

### Volcker
- Paul Volcker (1927–2019), US-amerikanischer Vorsitzender des Federal Reserve Systems (1979–1987)

## Schiffsname
- Name des Kreuzfahrtschiffs Stockholm von 1985 bis 1986

## Varianten
- Felker
- Folker
- Folkert
- Folkher
- Fulcher
- Volcker
- Völcker
- Völker
- Volkers
- Volkher
- Volko (allgemeine Kurzform von Rufnamen mit folc-)